# Comunità montana del Monte Bronzone e Basso Sebino
La Comunità montana del Monte Bronzone e Basso Sebino era una comunità montana lombarda che si trova nella parte est della provincia di Bergamo, al confine con la provincia di Brescia ed il lago d'Iseo. Prendeva il proprio nome dall'omonima montagna. Con il Decreto Regionale n. 6840 del 26 giugno 2009 è stata fusa con la Comunità montana Alto Sebino e la Comunità montana della Val Cavallina. La nuova Comunità Montana ha preso la denominazione di Comunità montana dei Laghi Bergamaschi (zona omogenea 7) con sede a Lovere.

## Comuni della Comunità Montana
La comunità era costituita da 12 comuni:
- Adrara San Martino
- Adrara San Rocco
- Credaro
- Foresto Sparso
- Gandosso
- Parzanica
- Predore
- Sarnico
- Tavernola Bergamasca
- Viadanica
- Vigolo
- Villongo